# Laasme
Laasme – wieś w Estonii, w prowincji Jõgeva, w gminie Puurmani.